# Daniel Eggert
Daniel Eggert (ur. prawdopodobnie w 1732 w Gdańsku, zm. 1770) – rzeźbiarz gdański.

## Życiorys

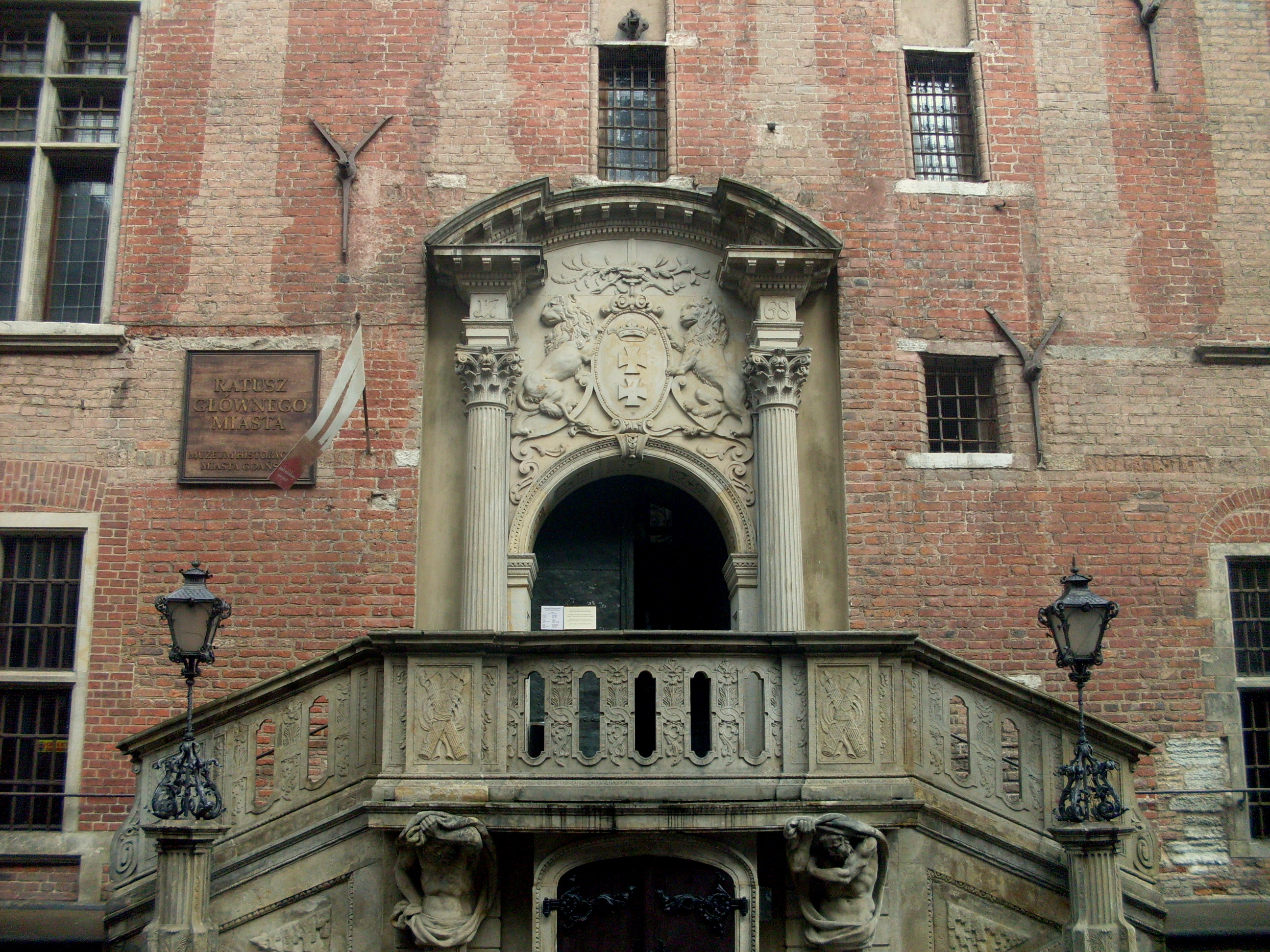
Portal Ratusza autorstwa Daniela Eggerta. Nad nim znajduje się znana płaskorzeźba przedstawiająca lwy chroniące herb miasta, z których jeden ma odwróconą głowę w stronę Złotej Bramy.

Syn Christopha Eggerta i Kornelii z domu Ley. Był uczniem gdańskiego mistrza kamieniarskiego Krzysztofa Strzyckiego. Doskonalił swoje umiejętności w kilku krajach Europy: Rosji, Holandii, Niemczech. W Londynie pracował trzy lata. Wykonał tam relief w białym marmurze zatytułowany „Ofiarowanie Ifigenii”. Dzieło było wystawione w 1762 roku Towarzystwie Niezależnych Artystów (ang. Society of Free Artists). W 1763 roku zostało nagrodzone przez londyńskie Towarzystwo Sztuk Pięknych (ang. Society of Arts). Eggert wykonał replikę tej rzeźby w cemencie portlandzkim.
W 1765 roku powrócił do Gdańska. Posiadał tam pracownię przy ul. Szafarnia. W latach 1766–1768 zrealizował kolejne dzieło. Były to klasycystyczne schody i portal ratusza gdańskiego. Wykonał rzeźby do podmiejskich rezydencji gdańszczan Cztery temperamenty, Pięć zmysłów, Minerwa prowadząca dziecko, Wenus całująca Amora, Udina z rybą, Pluton porywający Prozerpinę, Rzymianin porywający Sabinkę. Los tych rzeźb jest nieznany.